# Кемпа-Окшевська
Кемпа-Окшевська (пол. Kępa Okrzewska) — село в Польщі, у гміні Констанцин-Єзьорна Пясечинського повіту Мазовецького воєводства.
Населення — 144 особи (2011).
У 1975-1998 роках село належало до Варшавського воєводства.

## Демографія
Демографічна структура станом на 31 березня 2011 року:
|          | Загалом | Допрацездатний вік | Працездатний вік | Постпрацездатний вік |
| -------- | ------- | ------------------ | ---------------- | -------------------- |
| Чоловіки | 75      | 18                 | 47               | 10                   |
| Жінки    | 69      | 17                 | 37               | 15                   |
| Разом    | 144     | 35                 | 84               | 25                   |